# Чейн, Эрнст Борис
Эрнст Бори́с Чейн (англ. Ernst Boris Chain — Эрнст Бо́рис Чейн, нем. Ernst Boris Chain — Эрнст Бо́рис Хайн; 19 июня 1906, Берлин — 12 августа 1979, Малрени, Мейо) — британский биохимик немецкого происхождения, лауреат Нобелевской премии по физиологии и медицине в 1945 году (совместно с Александером Флемингом и Хоуардом Флори) «за открытие пенициллина и его целебного воздействия при различных инфекционных болезнях».
Член Лондонского королевского общества (1949), иностранный член Французской академии наук (1962), Академии наук СССР (1976).

## Биография
Родился в Берлине в еврейской семье. Родители — промышленник и химик, недавний иммигрант из Могилёва Михаил Хаин (ум. 1919) и Маргарита Эйснер Хаин, родная сестра социал-демократа и первого премьер-министра Баварии Курта Эйснера. Обучался в Luisengymnasium и ещё в гимназические годы под впечатлением от посещений отцовской лаборатории и фабрики заинтересовался химией. В 1930 году окончил Университет Фридриха—Вильгельма и последующие три года занимался исследованиями в области энзимологии в клинике Шарите. С приходом к власти нацистов и ростом антисемитских настроений в 1933 году Чейн перебрался в Великобританию, где до 1935 года работал в Кембридже в лаборатории Нобелевского лауреата Фредерика Хопкинса по изучению фосфолипидов. В 1935 году Чейна пригласили в Оксфордский университет и в следующем году он получил позицию лектора в университетской школе патологии.
С 1954 года был членом Совета директоров Института Вейцмана в Израиле.
В 1948 г. Чейн по приглашению исследовательского центра химической микробиологии Итальянского государственного института прибыл в Рим и возглавил первый международный центр по исследованиям антибиотиков. Центр занимался исследованиями по производству полусинтетических производных пенициллина.
В 60-х гг. вернулся в Великобританию и работал заведующим кафедрой биохимии Имперского колледжа науки и технологии Лондонского университета.
Выйдя на пенсию, поселился в Ирландии.
Жена (с 1948 года) — биохимик Энн Белов (1921—1991), сестра известного британского историка барона Макса Белова (1913—1999), журналистки Норы Белов (1919—1997), психолога Джона Белова (1920—2006) и либерального политика Рене Соскин (1916—1998); соавтор ряда научных работ мужа. Сыновья — иммунолог, профессор Городского колледжа Лондона Бенджамин Чейн (англ. Benjamin M. Chain) и президент совета директоров биотехнологических и фармацевтических компаний Mindset BioPharmaceuticals, Intellect Neurosciences и других в США и Израиле, биохимик Даниэл Чейн (англ. Daniel G. Chain).